# Puig de Culip
El Puig de Culip és una muntanya de 92 metres que es troba al municipi de Cadaqués, a la comarca catalana de l'Alt Empordà.